# San Marcos, Malinaltepec
San Marcos är en ort i Mexiko.   Den ligger i kommunen Malinaltepec och delstaten Guerrero, i den sydöstra delen av landet, 270 km söder om huvudstaden Mexico City. San Marcos ligger 1 147 meter över havet och antalet invånare är 339.
Terrängen runt San Marcos är kuperad åt sydväst, men åt nordost är den bergig. Terrängen runt San Marcos sluttar söderut. Runt San Marcos är det ganska glesbefolkat, med 45 invånare per kvadratkilometer. Närmaste större samhälle är El Rincón, 5,0 km sydost om San Marcos. Omgivningarna runt San Marcos är en mosaik av jordbruksmark och naturlig växtlighet.